# Triteleiopsis palmeri
Triteleiopsis palmeri (S.Watson) Hoover – gatunek roślin z monotypowego rodzaju Triteleiopsis Hoover, z rodziny szparagowatych, występujący w południowo-zachodniej Ameryce Północnej: w Arozonie i północno-zachodnim Meksyku.
Nazwa naukowa rodzaju oznacza podobna do Triteleia.

## Morfologia
PokrójWieloletnie rośliny zielne o wysokości do 60 cm.
PędPodziemna bulwocebula o średnicy 1–2 cm, pokryta słomkowatą, włóknistą okrywą, tworząca bulwki potomne.
LiścieOd 3 do 10 naprzemianległych, skupionych u nasady, płaskich, równowąskich liści o rozszerzonej nasadzie, całobrzegich, z wypustką grzbietową, o długości 15–30 cm i szerokości 3–20 mm u nasady.
KwiatyZebrane licznie w baldachowaty kwiatostan, który wyrasta na grubym, soczystym, dystalnie owoszczonym, okrągłym na przekroju głąbiku, o średnicy 7-15 mm i wysokości 45–60 cm. Niekiedy rośliny tworzą dwa głąbiki. Kwiatostan wsparty jest 7–10 błonkowatymi podsadkami o zaostrzonych wierzchołkach. Szypułki członkowate. Okwiat sześciolistkowy, lejkowaty. Listki okwiatu u nasady zrośnięte w rurkę o długości 9–10 mm, powyżej wolne na długości 7–8 mm. U gardzieli okwiatu obecne są poprzeczne wyrostki naprzemianległe listkom okwiatu. Sześć pręcików nadległych listkom okwiatu, osadzonych na odcinku dystalnym rurki okwiatu. Pylniki osadzone u nasady. Zalążnia zbudowana z trzech owocolistków, górna, osadzona na szypułce, trójkomorowa. Szyjka słupka wzniesiona, smukła, zakończona niewidocznie trójklapowanym znamieniem.
OwoceWierzchołkowo zaokrąglone, pękające torebki, zawierające czarne, wydłużone, cienkie i płaskie nasiona o skorupiastej łupinie.
Gatunki podobneKwiaty Triteleiopsis palmeri są podobne do kwiatów Triteleia, ale różnią się pewnymi szczegółami budowy (położeniem pylników, obecnością poprzecznych wyrostków w okwiecie, nieklapowanym znamieniem). Liście u T. palmeri nie są kanalikowate, nie są odziomkowe ale raczej naprzemianległe i stłoczone u nasady pędu. Głąbik u tej rośliny jest znacznie masywniejszy od tego u roślin z rodzaju Triteleia. Rośliny rosną na luźnej, piaszczystej glebie.

## Systematyka
Pozycja systematycznaGatunek z monotypowego rodzaju Triteleiopsis z podrodziny Brodiaeoideae z rodziny szparagowatych Asparagaceae.
Ujęcie historyczneW systemie Takhtajana z 1997 r. rodzaj Triteleiopisis zaliczany był do plemienia Brodieae w podrodzinie czosnkowych w rodzinie czosnkowatych (Alliaceeae). W systemie Kubitzkiego zaliczony do rodziny Themidaceae.

## Zastosowanie
Rośliny spożywczeSłodkie bulwocebule tej rośliny po ugotowaniu podawane były niemowlakom i małym dzieciom przez plemiona Indian zamieszkujących pustynię Sonora, w szczególności w okresach głodu.